# Хоккейный Евротур 2020/2021
Хоккейный Евротур 2020/2021 — 25-й хоккейный турнир, проходящий в Финляндии, России,Швеции и Чехии. Турнир включает в себя Кубок Карьяла, проходящий в Финляндии, Кубок Первого канала, проходящий в России, Хоккейные игры Beijer, проходящие в Швеции и Хоккейные игры Carlson, проходящие в Чехии.

## Турниры

### «Кубок Карьяла»
Кубок Карьяла 2020 прошёл с 5 по 8 ноября 2020 года в Финляндии на «Хартвалл Арене». 

#### Турнирная таблица
| М | Сборная   | И | В | ВО | ВБ | П | ПО | ПБ | ШЗ | ШП | РШ | О |
| - | --------- | - | - | -- | -- | - | -- | -- | -- | -- | -- | - |
| 1 | Россия    | 3 | 2 | 0  | 1  | 0 | 0  | 0  | 11 | 3  | +8 | 8 |
| 2 | Чехия     | 3 | 2 | 0  | 0  | 1 | 0  | 0  | 5  | 4  | +1 | 6 |
| 3 | Финляндия | 3 | 1 | 0  | 0  | 2 | 0  | 0  | 5  | 10 | -5 | 3 |
| 4 | Швеция    | 3 | 0 | 0  | 0  | 2 | 0  | 1  | 4  | 8  | -4 | 1 |

Пояснение: М — место, И — игры, В — выиграно, ВО — выиграно в овертайме, ВБ — выиграно по буллитам, П — проиграно, ПО — проиграно в овертайме, ПБ — проиграно по буллитам, ШЗ — шайб забито, ШП — шайб пропущено, РШ — разница шайб, О — очки.

#### Матчи турнира
| 5 ноября 2020 15:30 | Чехия | 3:1 (2:0, 1:0, 0:1) | Швеция | Хартвалл Арена Зрителей: матч прошёл без |

| Отчёт | Отчёт                         | Отчёт                                                | Отчёт                      | Отчёт                                                       |
| --- | ----------------------------- | ---------------------------------------------------- | -------------------------- | ----------------------------------------------------------- |
| |                               |                                                      |                            |                                                             |
| | Патрик Бартошак - 00:00-60:00 | Вратари                                              | 00:00-57:07 - Никлас Рубин | Судьи: Риикка Бряндер (Финляндия) Ааро Бряннаре (Финляндия) |
| | Голы:                         |                                                      |                            | Судьи: Риикка Бряндер (Финляндия) Ааро Бряннаре (Финляндия) |
| Филип Гронек (Андрей Нестрашил, Гинек Зогорна) (бол.) - 16:34 Гинек Зогорна (Андрей Нестрашил, Филип Гронек) (бол.) - 18:18 Якуб Галвас (Шимон Странски, Ян Мышак) - 26:56 | 1:0 2:0 3:0 3:1               | Макс Фриберг (Антон Ведин, Андреас Вингерли) - 41:44 |                            | Судьи: Риикка Бряндер (Финляндия) Ааро Бряннаре (Финляндия) |
| |                               |                                                      |                            | Судьи: Риикка Бряндер (Финляндия) Ааро Бряннаре (Финляндия) |
| |                               |                                                      |                            | Судьи: Риикка Бряндер (Финляндия) Ааро Бряннаре (Финляндия) |
| |                               |                                                      |                            | Судьи: Риикка Бряндер (Финляндия) Ааро Бряннаре (Финляндия) |
| 6 мин | Штраф                         | 6 мин                                                |                            | Судьи: Риикка Бряндер (Финляндия) Ааро Бряннаре (Финляндия) |
| |                               |                                                      |                            |                                                             |
| |                               |                                                      |                            |                                                             |

| 5 ноября 2020 19:30 | Россия | 6:2 (3:0, 2:1, 1:1) | Финляндия | Хартвалл Арена Зрителей: 2224 |

| Отчёт | Отчёт                           | Отчёт                                                                             | Отчёт                        | Отчёт                                                              |
| --- | ------------------------------- | --------------------------------------------------------------------------------- | ---------------------------- | ------------------------------------------------------------------ |
| |                                 |                                                                                   |                              |                                                                    |
| | Ярослав Аскаров - 00:00-60:00   | Вратари                                                                           | 00:00-60:00 - Оскари Сетянен | Судьи: Микко Каукокари ([Финляндия]) Сякяри Суоминен ([Финляндия]) |
| | Голы:                           |                                                                                   |                              | Судьи: Микко Каукокари ([Финляндия]) Сякяри Суоминен ([Финляндия]) |
| Родион Амиров - 01:42 Марат Хуснутдинов (Даниил Чайка) - 11:21 Илья Сафонов (Василий Подколзин, Егор Афанасьев) - 16:53 Даниил Чайка (Егор Афанасьев, Василий Подколзин) (4x3) - 35:47 Егор Чинахов (Илья Сафонов,Максим Грошев) -38:20 Егор Афанасьев (Шакир Мухамадуллин, Семён Чистяков) (бол.) - 52:01 | 1:0 2:0 3:0 3:1 4:1 5:1 5:2 6:2 | Эльмери Эронен (Юкка Пельтола) - 22:33 Ере Саллинен (Валттери Кемиляйнен) - 40:46 |                              | Судьи: Микко Каукокари ([Финляндия]) Сякяри Суоминен ([Финляндия]) |
| |                                 |                                                                                   |                              | Судьи: Микко Каукокари ([Финляндия]) Сякяри Суоминен ([Финляндия]) |
| |                                 |                                                                                   |                              | Судьи: Микко Каукокари ([Финляндия]) Сякяри Суоминен ([Финляндия]) |
| |                                 |                                                                                   |                              | Судьи: Микко Каукокари ([Финляндия]) Сякяри Суоминен ([Финляндия]) |
| 22 мин | Штраф                           | 25 мин                                                                            |                              | Судьи: Микко Каукокари ([Финляндия]) Сякяри Суоминен ([Финляндия]) |
| |                                 |                                                                                   |                              |                                                                    |
| | 26                              | Броски                                                                            | 19                           |                                                                    |

| 7 ноября 2020 14:30 | Швеция | 1:2 (Б) (0:0, 0:0, 1:1, 0:0, 0:1) | Россия | Хартвалл Арена Зрителей: матч прошёл без |

| Отчёт                                                 | Отчёт                        | Отчёт                                                                       | Отчёт                                                       | Отчёт                                                          |
| ----------------------------------------------------- | ---------------------------- | --------------------------------------------------------------------------- | ----------------------------------------------------------- | -------------------------------------------------------------- |
|                                                       |                              |                                                                             |                                                             |                                                                |
|                                                       | Самуэль Эрссон - 00:00-60:00 | Вратари                                                                     | 00:00-58:14 - Ярослав Аскаров 58:49-65:00 - Ярослав Аскаров | Судьи: Микко Каукокари ([Финляндия]) Йоонас Кова ([Финляндия]) |
|                                                       | Голы:                        |                                                                             |                                                             | Судьи: Микко Каукокари ([Финляндия]) Йоонас Кова ([Финляндия]) |
| Антон Ведин (Андреас Вингерли, Йеспер Фрёден) - 55:13 | 1:0 1:1 1:2                  | Родион Амиров (Василий Подколзин) (6x5) - 58:49 Василий Подколзин (буллиты) |                                                             | Судьи: Микко Каукокари ([Финляндия]) Йоонас Кова ([Финляндия]) |
|                                                       |                              |                                                                             |                                                             | Судьи: Микко Каукокари ([Финляндия]) Йоонас Кова ([Финляндия]) |
|                                                       |                              |                                                                             |                                                             | Судьи: Микко Каукокари ([Финляндия]) Йоонас Кова ([Финляндия]) |
|                                                       |                              |                                                                             |                                                             | Судьи: Микко Каукокари ([Финляндия]) Йоонас Кова ([Финляндия]) |
| 6 мин                                                 | Штраф                        | 8 мин                                                                       |                                                             | Судьи: Микко Каукокари ([Финляндия]) Йоонас Кова ([Финляндия]) |
|                                                       |                              |                                                                             |                                                             |                                                                |
|                                                       |                              |                                                                             |                                                             |                                                                |

| 7 ноября 2020 18:30 | Финляндия | 0:2 (0:1, 0:1, 0:0) | Чехия | Хартвалл Арена Зрителей: 2412 |

| Отчёт | Отчёт                       | Отчёт                                                                                                | Отчёт                           | Отчёт                                                          |
| ----- | --------------------------- | --- | ------------------------------- | -------------------------------------------------------------- |
|       |                             | |                                 |                                                                |
|       | Сами Раяниеми - 00:00-58:32 | Вратари                                                                                              | 00:00-60:00 - Доминик Граховина | Судьи: Кристиан Викман (Финляндия) Ласси Хейккинен (Финляндия) |
|       | Голы:                       | |                                 | Судьи: Кристиан Викман (Финляндия) Ласси Хейккинен (Финляндия) |
|       | 0:1 0:2                     | Андрей Нестрашил (Гинек Зогорна, Якуб Галвас) - 12:28 Ян Ордош (Михал Моравчик, Якуб Галвас) - 20:31 |                                 | Судьи: Кристиан Викман (Финляндия) Ласси Хейккинен (Финляндия) |
|       |                             | |                                 | Судьи: Кристиан Викман (Финляндия) Ласси Хейккинен (Финляндия) |
|       |                             | |                                 | Судьи: Кристиан Викман (Финляндия) Ласси Хейккинен (Финляндия) |
|       |                             | |                                 | Судьи: Кристиан Викман (Финляндия) Ласси Хейккинен (Финляндия) |
| 2 мин | Штраф                       | 10 мин                                                                                               |                                 | Судьи: Кристиан Викман (Финляндия) Ласси Хейккинен (Финляндия) |
|       |                             | |                                 |                                                                |
|       | 24                          | Броски                                                                                               | 31                              |                                                                |

| 8 ноября 2020 14:30 | Чехия | 0:3 (0:1, 0:2, 0:0) | Россия | Хартвалл Арена Зрителей: матч прошёл без |

| Отчёт | Отчёт                      | Отчёт | Отчёт                         | Отчёт                                                      |
| ----- | -------------------------- | --- | ----------------------------- | ---------------------------------------------------------- |
|       |                            | |                               |                                                            |
|       | Лукаш Паржик - 00:00-60:00 | Вратари | 00:00-60:00 - Ярослав Аскаров | Судьи: Кристиан Викман (Финляндия) Йоонас Кова (Финляндия) |
|       | Голы:                      | |                               | Судьи: Кристиан Викман (Финляндия) Йоонас Кова (Финляндия) |
|       | 0:1 0:2 0:3                | Родион Амиров (Егор Чинахов, Даниил Чайка) (бол.) - 18:04 Егор Чинахов (Илья Сафонов) - 20:27 Егор Афанасьев (Василий Подколзин, Шакир Мухамадуллин) - 28:55 |                               | Судьи: Кристиан Викман (Финляндия) Йоонас Кова (Финляндия) |
|       |                            | |                               | Судьи: Кристиан Викман (Финляндия) Йоонас Кова (Финляндия) |
|       |                            | |                               | Судьи: Кристиан Викман (Финляндия) Йоонас Кова (Финляндия) |
|       |                            | |                               | Судьи: Кристиан Викман (Финляндия) Йоонас Кова (Финляндия) |
| 8 мин | Штраф                      | 2 мин |                               | Судьи: Кристиан Викман (Финляндия) Йоонас Кова (Финляндия) |
|       |                            | |                               |                                                            |
|       | 29                         | Броски | 30                            |                                                            |

| 8 ноября 2020 18:30 | Финляндия | 3:2 (0:0, 1:2, 2:0) | Швеция | Хартвалл Арена Зрителей: 3214 |

| Отчёт | Отчёт                       | Отчёт                                                                                                  | Отчёт                      | Отчёт                                                          |
| --- | --------------------------- | --- | -------------------------- | -------------------------------------------------------------- |
| |                             | |                            |                                                                |
| | Сами Раяниеми - 00:00-60:00 | Вратари                                                                                                | 00:00-58:04 - Никлас Рубин | Судьи: Ласси Хейккинен (Финляндия) Микко Каукокари (Финляндия) |
| | Голы:                       | |                            | Судьи: Ласси Хейккинен (Финляндия) Микко Каукокари (Финляндия) |
| Алекси Саарела (Ере Саллинен, Вили Саариярви) - 34:10 Вили Саариярви (Юкка Пельтола, Отто Карвинен) - 49:25 Валттери Кемиляйнен (Ере Иннала, Ээмели Суоми) (бол.) - 57:16 | 0:1 0:2 1:2 2:2 3:2         | Макс Фриберг (Йон Нюберг, Линус Элунд) - 20:18 Леон Бристедт (Даниэль Заар, Антон Ведин) (бол.)- 21:01 |                            | Судьи: Ласси Хейккинен (Финляндия) Микко Каукокари (Финляндия) |
| |                             | |                            | Судьи: Ласси Хейккинен (Финляндия) Микко Каукокари (Финляндия) |
| |                             | |                            | Судьи: Ласси Хейккинен (Финляндия) Микко Каукокари (Финляндия) |
| |                             | |                            | Судьи: Ласси Хейккинен (Финляндия) Микко Каукокари (Финляндия) |
| 14 мин | Штраф                       | 6 мин                                                                                                  |                            | Судьи: Ласси Хейккинен (Финляндия) Микко Каукокари (Финляндия) |
| |                             | |                            |                                                                |
| | 19                          | Броски                                                                                                 | 17                         |                                                                |

### Кубок Первого канала
Кубок Первого канала 2020 проходил с 17 по 20 декабря 2020 года в России на «ЦСКА Арене».

#### Турнирная таблица
| М | Сборная   | И | В | ВО | ВБ | П | ПО | ПБ | ШЗ | ШП | РШ | О |
| - | --------- | - | - | -- | -- | - | -- | -- | -- | -- | -- | - |
| 1 | Россия    | 3 | 2 | 0  | 1  | 0 | 0  | 0  | 13 | 5  | 8  | 8 |
| 2 | Швеция    | 3 | 1 | 0  | 0  | 1 | 0  | 1  | 8  | 9  | -1 | 4 |
| 3 | Финляндия | 3 | 1 | 0  | 0  | 2 | 0  | 0  | 6  | 12 | -6 | 3 |
| 4 | Чехия     | 3 | 1 | 0  | 0  | 2 | 0  | 0  | 8  | 9  | -1 | 3 |

Пояснение: М — место, И — игры, В — выиграно, ВО — выиграно в овертайме, ВБ — выиграно по буллитам, П — проиграно, ПО — проиграно в овертайме, ПБ — проиграно по буллитам, ШЗ — шайб забито, ШП — шайб пропущено, РШ — разница шайб, О — очки.

#### Матчи турнира
| 17 декабря 2020 14:30 | Финляндия | 4:3 (2:1, 2:2, 0:0) | Чехия | ЦСКА Арена, Москва Зрителей: матч прошёл без |

| Отчёт | Отчёт                       | Отчёт | Отчёт                      | Отчёт                                               |
| --- | --------------------------- | --- | -------------------------- | --------------------------------------------------- |
| |                             | |                            |                                                     |
| | Юхо Олкинуора - 00:00-60:00 | Вратари | 00:00-58:49 - Доминик Фурх | Судьи: Юрий Оскирко (Россия) Сергей Юдаков (Россия) |
| | Голы:                       | |                            | Судьи: Юрий Оскирко (Россия) Сергей Юдаков (Россия) |
| Тони Сунд (Нико Оямяки, Артту Иломяки) - 03:16 Микаэль Руохомаа (Нико Оямяки, Ере Карьялайнен) (бол.) - 17:45 Ере Карьялайнен (Юлиус Юнттила, Петтери Линдбом) - 22:05 Отсо Рантакари (Юлиус Няттинен, Оливер Каски) (бол.) - 33:44 | 1:0 1:1 2:1 3:1 3:2 4:2 4:3 | Лукаш Яшек (Доминик Машин, Радан Ленц) - 12:10 Доминик Лакатош (Якуб Зборжил) - 22:21 Дмитрий Яшкин (Андрей Нестрашил, Лукаш Яшек) (5х3) - 34:46 |                            | Судьи: Юрий Оскирко (Россия) Сергей Юдаков (Россия) |
| |                             | |                            | Судьи: Юрий Оскирко (Россия) Сергей Юдаков (Россия) |
| |                             | |                            | Судьи: Юрий Оскирко (Россия) Сергей Юдаков (Россия) |
| |                             | |                            | Судьи: Юрий Оскирко (Россия) Сергей Юдаков (Россия) |
| 12 мин | Штраф                       | 8 мин |                            | Судьи: Юрий Оскирко (Россия) Сергей Юдаков (Россия) |
| |                             | |                            |                                                     |
| | 30                          | Броски | 23                         |                                                     |

| 17 декабря 2020 19:30 | Швеция | 3:4 (Б) (1:0, 0:1, 2:2, 0:0, 0:1) | Россия | ЦСКА Арена, Москва Зрителей: 3019 |

| Отчёт | Отчёт                                                                                       | Отчёт | Отчёт                                                  | Отчёт                                                  |
| --- | ------------------------------------------------------------------------------------------- | --- | ------------------------------------------------------ | ------------------------------------------------------ |
| |                                                                                             | |                                                        |                                                        |
| | Магнус Хелльберг - 00:00-02:06 Андерс Линдбек - 02:06-02:54 Магнус Хелльберг - 02:54-65:00) | Вратари | 00:00-65:00 - Александр Самонов 65:00- - Артур Ахтямов | Судьи: Роман Гофман (Россия) Евгений Ромасько (Россия) |
| | Голы:                                                                                       | |                                                        | Судьи: Роман Гофман (Россия) Евгений Ромасько (Россия) |
| Понтус Оберг (Деннис Расмуссен, Клас Дальбек) - 24:12 Эмиль Петтерссон (Марио Кемпе, Понтус Оберг) - 46:36 Эмиль Ларссон (Оскар Фантенберг) - 55:33 | 1:0 1:1 2:1 2:2 2:3 :3 3:4                                                                  | Андрей Кузьменко (Егор Яковлев, Иван Морозов) - 34:10 Никита Сошников (Вадим Шипачёв, Егор Яковлев) - 49:17 Вадим Шипачёв (Иван Морозов, Андрей Чибисов) (бол.) - 50:44 Андрей Кузьменко (по буллитам) - 65:00 |                                                        | Судьи: Роман Гофман (Россия) Евгений Ромасько (Россия) |
| |                                                                                             | |                                                        | Судьи: Роман Гофман (Россия) Евгений Ромасько (Россия) |
| |                                                                                             | |                                                        | Судьи: Роман Гофман (Россия) Евгений Ромасько (Россия) |
| |                                                                                             | |                                                        | Судьи: Роман Гофман (Россия) Евгений Ромасько (Россия) |
| 8 мин | Штраф                                                                                       | 8 мин |                                                        | Судьи: Роман Гофман (Россия) Евгений Ромасько (Россия) |
| |                                                                                             | |                                                        |                                                        |
| | 21                                                                                          | Броски | 32                                                     |                                                        |

| 19 декабря 2020 11:00 | Финляндия | 1:4 (0:0, 0:2, 1:2) | Швеция | ЦСКА Арена, Москва Зрителей: матч прошёл без |

| Отчёт                                                     | Отчёт                                                                         | Отчёт | Отчёт                        | Отчёт                                                |
| --------------------------------------------------------- | ----------------------------------------------------------------------------- | --- | ---------------------------- | ---------------------------------------------------- |
|                                                           |                                                                               | |                              |                                                      |
|                                                           | Янне Ювонен - 00:00-55:35 Янне Ювонен - 56:28-57:53 Янне Ювонен - 59:28-60:00 | Вратари | 00:00-60:00 - Андерс Линдбек | Судьи: Роман Гофман (Россия) Сергей Морозов (Россия) |
|                                                           | Голы:                                                                         | |                              | Судьи: Роман Гофман (Россия) Сергей Морозов (Россия) |
| Теэму Турунен (Харри Песонен, Оливер Каски) (6x4) - 56:28 | 0:1 0:2 0:3 1:3 1:4                                                           | Оскар Линдберг (Эмиль Петтерссон, Марио Кемпе) (бол.) - 29:31 Оскар Линдберг (Понтус Оберг, Филип Хольм) - 37:27 Йеспер Фрёден (Андреас Вингерли, Йонатан Берггрен) - 47:34 Марио Кемпе (Деннис Расмуссен) (пустые ворота) - 59:28 |                              | Судьи: Роман Гофман (Россия) Сергей Морозов (Россия) |
|                                                           |                                                                               | |                              | Судьи: Роман Гофман (Россия) Сергей Морозов (Россия) |
|                                                           |                                                                               | |                              | Судьи: Роман Гофман (Россия) Сергей Морозов (Россия) |
|                                                           |                                                                               | |                              | Судьи: Роман Гофман (Россия) Сергей Морозов (Россия) |
| 4 мин                                                     | Штраф                                                                         | 12 мин |                              | Судьи: Роман Гофман (Россия) Сергей Морозов (Россия) |
|                                                           |                                                                               | |                              |                                                      |
|                                                           | 21                                                                            | Броски | 21                           |                                                      |

| 19 декабря 2020 15:30 | Россия | 4:1 (2:1, 0:0, 2:0) | Чехия | ЦСКА Арена, Москва |

| Отчёт | Отчёт                           | Отчёт                                              | Отчёт                                             | Отчёт                                                  |
| --- | ------------------------------- | -------------------------------------------------- | ------------------------------------------------- | ------------------------------------------------------ |
| |                                 |                                                    |                                                   |                                                        |
| | Александр Самонов - 00:00-60:00 | Вратари                                            | 00:00-56:32 - Роман Вилл 57:08-60:00 - Роман Вилл | Судьи: Денис Наумов (Россия) Евгений Ромасько (Россия) |
| | Голы:                           |                                                    |                                                   | Судьи: Денис Наумов (Россия) Евгений Ромасько (Россия) |
| Антон Бурдасов (Дмитрий Саморуков, Игорь Ожиганов) - 06:54 Андрей Кузьменко (Иван Морозов) - 09:44 Максим Мамин (Алексей Марченко, Андрей Чибисов) - 40:50 Максим Мамин (пустые ворота) - 57:08 | 1:0 2:0 2:1 3:1 4:1             | Лукаш Седлак (Радан Ленц, Давид Скленичка) - 15:11 |                                                   | Судьи: Денис Наумов (Россия) Евгений Ромасько (Россия) |
| |                                 |                                                    |                                                   | Судьи: Денис Наумов (Россия) Евгений Ромасько (Россия) |
| |                                 |                                                    |                                                   | Судьи: Денис Наумов (Россия) Евгений Ромасько (Россия) |
| |                                 |                                                    |                                                   | Судьи: Денис Наумов (Россия) Евгений Ромасько (Россия) |
| 8 мин | Штраф                           | 22 мин                                             |                                                   | Судьи: Денис Наумов (Россия) Евгений Ромасько (Россия) |
| |                                 |                                                    |                                                   |                                                        |
| | 23                              | Броски                                             | 34                                                |                                                        |

| 20 декабря 2020 11:00 | Чехия | 4:1 | Швеция | ЦСКА Арена, Москва |

| Отчёт | Отчёт | Отчёт | Отчёт | Отчёт |
| ----- | ----- | ----- | ----- | ----- |
|       |       |       |       |       |
|       |       |       |       |       |
|       |       |       |       |       |
|       |       |       |       |       |
|       |       |       |       |       |
|       |       |       |       |       |
|       |       |       |       |       |
|       |       |       |       |       |
|       |       |       |       |       |

| 20 декабря 2020 15:30 | Россия | 5:1 | Финляндия | ЦСКА Арена, Москва |

| Отчёт | Отчёт | Отчёт | Отчёт | Отчёт |
| ----- | ----- | ----- | ----- | ----- |
|       |       |       |       |       |
|       |       |       |       |       |
|       |       |       |       |       |
|       |       |       |       |       |
|       |       |       |       |       |
|       |       |       |       |       |
|       |       |       |       |       |
|       |       |       |       |       |
|       |       |       |       |       |

### «Хоккейные игры Beijer»
Хоккейные игры Beijer 2021 прошли с 11 по 14 февраля 2021 года в Швеции. 

#### Турнирная таблица
| М | Сборная   | И | В | ВО | ВБ | П | ПО | ПБ | ШЗ | ШП | РШ | О |
| - | --------- | - | - | -- | -- | - | -- | -- | -- | -- | -- | - |
| 1 | Россия    | 3 | 2 | 0  | 1  | 0 | 0  | 0  | 12 | 7  | 5  | 8 |
| 2 | Швеция    | 3 | 1 | 1  | 0  | 0 | 0  | 1  | 7  | 4  | 3  | 6 |
| 3 | Финляндия | 3 | 0 | 1  | 0  | 2 | 0  | 0  | 5  | 8  | -3 | 2 |
| 4 | Чехия     | 3 | 0 | 0  | 0  | 1 | 1  | 1  | 8  | 13 | -5 | 2 |

Пояснение: М — место, И — игры, В — выиграно, ВО — выиграно в овертайме, ВБ — выиграно по буллитам, П — проиграно, ПО — проиграно в овертайме, ПБ — проиграно по буллитам, ШЗ — шайб забито, ШП — шайб пропущено, РШ — разница шайб, О — очки.

#### Матчи турнира
| 11 февраля 2021 17:00 | Россия | 3 : 2 (2:0, 0:1, 1:1) | Финляндия | Мальмё Арена Зрителей: матч прошёл без |

| Отчёт | Отчёт                           | Отчёт                                                                                         | Отчёт                                                 | Отчёт                               |
| --- | ------------------------------- | --------------------------------------------------------------------------------------------- | ----------------------------------------------------- | ----------------------------------- |
| |                                 |                                                                                               |                                                       |                                     |
| | Александр Самонов - 00:00-60:00 | Вратари                                                                                       | 00:00-57:52 - Харри Сятери 58:16-58:26 - Харри Сятери | Судьи: Микаэль Норд Микаэль Шёквист |
| | Голы:                           |                                                                                               |                                                       | Судьи: Микаэль Норд Микаэль Шёквист |
| Артём Минулин (Иван Чехович, Дамир Жафяров) - 13:31 Иван Чехович (Дамир Жафяров, Сергей Зборовский) - 16:06 Владимир Бутузов (Николай Коваленко) - 42:37 | 1:0 2:0 2:1 3:1 3:2             | Ере Иннала (Нико Оямяки) - 33:52 Юусо Пуустинен (Роберт Лейно, Ере Карьялайнен) (6x5) - 59:38 |                                                       | Судьи: Микаэль Норд Микаэль Шёквист |
| |                                 |                                                                                               |                                                       | Судьи: Микаэль Норд Микаэль Шёквист |
| |                                 |                                                                                               |                                                       | Судьи: Микаэль Норд Микаэль Шёквист |
| |                                 |                                                                                               |                                                       | Судьи: Микаэль Норд Микаэль Шёквист |
| 8 мин | Штраф                           | 2 мин                                                                                         |                                                       | Судьи: Микаэль Норд Микаэль Шёквист |
| |                                 |                                                                                               |                                                       |                                     |
| | 16                              | Броски                                                                                        | 22                                                    |                                     |

| 11 февраля 2021 21:00 | Чехия | 2 : 3 ОТ (1:1, 0:1, 1:0, 0:1) | Швеция | Мальмё Арена Зрителей: матч прошёл без |

| Отчёт | Отчёт                         | Отчёт | Отчёт                        | Отчёт                           |
| --- | ----------------------------- | --- | ---------------------------- | ------------------------------- |
| |                               | |                              |                                 |
| | Патрик Бартошак - 00:00-62:08 | Вратари | 00:00-62:08 - Андерс Линдбек | Судьи: Тобиас Бьёрк Линус Элунд |
| | Голы:                         | |                              | Судьи: Тобиас Бьёрк Линус Элунд |
| Доминик Лакатош (Михал Моравчик, Давид Томашек) (5x4) - 05:00 Давид Каше (Ян Мышак, Якуб Зборжил) - 45:53 | 1:0 1:1 1:2 :2 2:3            | Нильс Лундквист (Йоэль Перссон, Эмиль Петтерссон) (5x4) - 16:04 Понтус Хольмберг (Йонатан Берггрен, Арвид Лундберг) - 35:45 Альберт Юханссон (Понтус Хольмберг) - 62:08 |                              | Судьи: Тобиас Бьёрк Линус Элунд |
| |                               | |                              | Судьи: Тобиас Бьёрк Линус Элунд |
| |                               | |                              | Судьи: Тобиас Бьёрк Линус Элунд |
| |                               | |                              | Судьи: Тобиас Бьёрк Линус Элунд |
| 8 мин | Штраф                         | 10 мин |                              | Судьи: Тобиас Бьёрк Линус Элунд |
| |                               | |                              |                                 |
| | 24                            | Броски | 25                           |                                 |

| 13 февраля 2021 14:00 | Финляндия | 3 : 2 (Б) (0:1, 0:0, 2:1, 0:0, 1:0) | Чехия | Мальмё Арена Зрителей: матч прошёл без |

| Отчёт | Отчёт                     | Отчёт                                                                                          | Отчёт                         | Отчёт                           |
| --- | ------------------------- | ---------------------------------------------------------------------------------------------- | ----------------------------- | ------------------------------- |
| |                           |                                                                                                |                               |                                 |
| | Янне Ювонен - 00:00-65:00 | Вратари                                                                                        | 00:00-65:00 - Патрик Бартошак | Судьи: Микаэль Норд Линус Элунд |
| | Голы:                     |                                                                                                |                               | Судьи: Микаэль Норд Линус Элунд |
| Теэму Турунен (Петер Тиивола, Миика Койвисто) - 46:22 Вили Саариярви (Ере Иннала, Антон Лунделль) (5x4) - 51:24 Вили Саариярви (ПБ) - 65:00 | 0:1 0:2 1:2 2:2 3:2       | Матей Блюмель (Петр Кодытек) - 01:21 Радан Ленц (Матей Странски, Михаэль Шпачек) (5х4) - 43:44 |                               | Судьи: Микаэль Норд Линус Элунд |
| |                           |                                                                                                |                               | Судьи: Микаэль Норд Линус Элунд |
| |                           |                                                                                                |                               | Судьи: Микаэль Норд Линус Элунд |
| |                           |                                                                                                |                               | Судьи: Микаэль Норд Линус Элунд |
| 8 мин | Штраф                     | 12 мин                                                                                         |                               | Судьи: Микаэль Норд Линус Элунд |
| |                           |                                                                                                |                               |                                 |
| | 22                        | Броски                                                                                         | 32                            |                                 |

| 13 февраля 2021 18:00 | Швеция | 1 : 2 (Б) (0:0, 1:1, 0:0, 0:0, 0:1) | Россия | Мальмё Арена Зрителей: матч прошёл без |

| Отчёт                                                        | Отчёт                     | Отчёт                                                                                 | Отчёт                           | Отчёт                                |
| ------------------------------------------------------------ | ------------------------- | ------------------------------------------------------------------------------------- | ------------------------------- | ------------------------------------ |
|                                                              |                           |                                                                                       |                                 |                                      |
|                                                              | Виктор Фаст - 00:00-65:00 | Вратари                                                                               | 00:00-65:00 - Александр Самонов | Судьи: Микаэль Шёквист Микаэль Хольм |
|                                                              | Голы:                     |                                                                                       |                                 | Судьи: Микаэль Шёквист Микаэль Хольм |
| Эмиль Петтерссон (Понтус Хольмберг, Даниэль Викстен) - 26:10 | 1:0 1:1 1:2               | Данила Моисеев (Никита Чибриков, Сергей Шмелёв) - 36:42 Владимир Бутузов (ПБ) - 65:00 |                                 | Судьи: Микаэль Шёквист Микаэль Хольм |
|                                                              |                           |                                                                                       |                                 | Судьи: Микаэль Шёквист Микаэль Хольм |
|                                                              |                           |                                                                                       |                                 | Судьи: Микаэль Шёквист Микаэль Хольм |
|                                                              |                           |                                                                                       |                                 | Судьи: Микаэль Шёквист Микаэль Хольм |
| 16 мин                                                       | Штраф                     | 8 мин                                                                                 |                                 | Судьи: Микаэль Шёквист Микаэль Хольм |
|                                                              |                           |                                                                                       |                                 |                                      |
|                                                              | 30                        | Броски                                                                                | 20                              |                                      |

| 14 февраля 2021 14:00 | Россия | 7 : 4 (1:1, 1:2, 5:1) | Чехия | Мальмё Арена |

| Отчёт | Отчёт | Отчёт | Отчёт | Отчёт |
| ----- | ----- | ----- | ----- | ----- |
|       |       |       |       |       |
|       |       |       |       |       |
|       |       |       |       |       |
|       |       |       |       |       |
|       |       |       |       |       |
|       |       |       |       |       |
|       |       |       |       |       |
|       |       |       |       |       |
|       |       |       |       |       |

| 14 февраля 2021 18:00 | Швеция | 3 : 0 (0:0, 2:0, 1:0) | Финляндия | Мальмё Арена |

| Отчёт | Отчёт | Отчёт | Отчёт | Отчёт |
| ----- | ----- | ----- | ----- | ----- |
|       |       |       |       |       |
|       |       |       |       |       |
|       |       |       |       |       |
|       |       |       |       |       |
|       |       |       |       |       |
|       |       |       |       |       |
|       |       |       |       |       |
|       |       |       |       |       |
|       |       |       |       |       |

### «Хоккейные игры Carlson»
Хоккейные игры Carlson 2021 пройдут с 12 по 15 мая 2021 года в Чехии. 

#### Турнирная таблица
| М | Сборная   | И | В | ВО | ВБ | П | ПО | ПБ | ШЗ | ШП | РШ | О |
| - | --------- | - | - | -- | -- | - | -- | -- | -- | -- | -- | - |
| 1 | Чехия     | 3 | 2 | 1  | 0  | 0 | 0  | 0  | 9  | 3  | 6  | 8 |
| 2 | Швеция    | 3 | 1 | 0  | 0  | 1 | 1  | 0  | 9  | 11 | -2 | 4 |
| 3 | Финляндия | 3 | 1 | 0  | 0  | 2 | 0  | 0  | 7  | 6  | 1  | 3 |
| 4 | Россия    | 3 | 1 | 0  | 0  | 2 | 0  | 0  | 7  | 12 | -5 | 3 |

Пояснение: М — место, И — игры, В — выиграно, ВО — выиграно в овертайме, ВБ — выиграно по буллитам, П — проиграно, ПО — проиграно в овертайме, ПБ — проиграно по буллитам, ШЗ — шайб забито, ШП — шайб пропущено, РШ — разница шайб, О — очки.

#### Матчи турнира
| 12 мая 2021 16:00 | Швеция | 4 : 6 (1:1, 1:3, 2:2) | Россия |  |

| Отчёт | Отчёт | Отчёт | Отчёт | Отчёт |
| ----- | ----- | ----- | ----- | ----- |
|       |       |       |       |       |
|       |       |       |       |       |
|       |       |       |       |       |
|       |       |       |       |       |
|       |       |       |       |       |
|       |       |       |       |       |
|       |       |       |       |       |
|       |       |       |       |       |
|       |       |       |       |       |

| 12 мая 2021 20:00 | Финляндия | 1 : 2 (1:0, 0:1, 0:1) | Чехия |  |

| Отчёт | Отчёт | Отчёт | Отчёт | Отчёт |
| ----- | ----- | ----- | ----- | ----- |
|       |       |       |       |       |
|       |       |       |       |       |
|       |       |       |       |       |
|       |       |       |       |       |
|       |       |       |       |       |
|       |       |       |       |       |
|       |       |       |       |       |
|       |       |       |       |       |
|       |       |       |       |       |

| 13 мая 2021 16:00 | Россия | 1 : 4 (0:1, 0:0, 1:3) | Финляндия |  |

| Отчёт | Отчёт | Отчёт | Отчёт | Отчёт |
| ----- | ----- | ----- | ----- | ----- |
|       |       |       |       |       |
|       |       |       |       |       |
|       |       |       |       |       |
|       |       |       |       |       |
|       |       |       |       |       |
|       |       |       |       |       |
|       |       |       |       |       |
|       |       |       |       |       |
|       |       |       |       |       |

| 13 мая 2021 20:00 | Чехия | 3 : 2 ОТ (0:0, 0:1, 2:1, 1:0) | Швеция |  |

| Отчёт | Отчёт | Отчёт | Отчёт | Отчёт |
| ----- | ----- | ----- | ----- | ----- |
|       |       |       |       |       |
|       |       |       |       |       |
|       |       |       |       |       |
|       |       |       |       |       |
|       |       |       |       |       |
|       |       |       |       |       |
|       |       |       |       |       |
|       |       |       |       |       |
|       |       |       |       |       |

| 15 мая 2021 11:00 | Швеция | 3 : 2 (1:0, 0:1, 2:1) | Финляндия |  |

| Отчёт | Отчёт | Отчёт | Отчёт | Отчёт |
| ----- | ----- | ----- | ----- | ----- |
|       |       |       |       |       |
|       |       |       |       |       |
|       |       |       |       |       |
|       |       |       |       |       |
|       |       |       |       |       |
|       |       |       |       |       |
|       |       |       |       |       |
|       |       |       |       |       |
|       |       |       |       |       |

| 15 мая 2021 15:00 | Чехия | 4 : 0 (1:0, 2:0, 1:0) | Россия |  |

| Отчёт | Отчёт | Отчёт | Отчёт | Отчёт |
| ----- | ----- | ----- | ----- | ----- |
|       |       |       |       |       |
|       |       |       |       |       |
|       |       |       |       |       |
|       |       |       |       |       |
|       |       |       |       |       |
|       |       |       |       |       |
|       |       |       |       |       |
|       |       |       |       |       |
|       |       |       |       |       |

## Итоговая таблица
Итоговая таблица включает в себя очки, набранные во всех четырёх турнирах.
| М | Сборная   | И  | В | ВО | ВБ | П | ПО | ПБ | ШЗ | ШП | РШ  | О  |
| - | --------- | -- | - | -- | -- | - | -- | -- | -- | -- | --- | -- |
| 1 | Россия    | 12 | 7 | 0  | 3  | 2 | 0  | 0  | 43 | 27 | 16  | 27 |
| 2 | Чехия     | 12 | 5 | 1  | 0  | 4 | 1  | 1  | 30 | 29 | 1   | 19 |
| 3 | Швеция    | 12 | 3 | 1  | 0  | 4 | 1  | 3  | 28 | 32 | -4  | 15 |
| 4 | Финляндия | 12 | 3 | 0  | 1  | 8 | 0  | 0  | 23 | 36 | -13 | 11 |

Пояснение: М — место, И — игры, В — выиграно, ВО — выиграно в овертайме, ВБ — выиграно по буллитам, П — проиграно, ПО — проиграно в овертайме, ПБ — проиграно по буллитам, ШЗ — шайб забито, ШП — шайб пропущено, РШ — разница шайб, О — очки.

## Снайперы турнира
1. Андрей Кузьменко 3 (Россия)
2. Родион Амиров 3 (Россия)
3. Радан Ленц 3 (Чехия)
4. Матей Блюмель 2 (Чехия)
5. Оскар Линдберг 2 (Швеция)
6. Вадим Шипачёв 2 (Россия)
7. Дмитрий Воронков 2 (Россия)
8. Егор Афанасьев 2 (Россия)
9. Егор Чинахов 2 (Россия)
10. Максим Мамин 2 (Россия)